# HD 126053
HD 126053 är en dubbelstjärna belägen i den mellersta delen av stjärnbilden Jungfrun. Den har en kombinerad skenbar magnitud av ca 6,25 och är mycket svagt synlig för blotta ögat där ljusföroreningar ej förekommer. Baserat på parallax enligt Gaia Data Release 2 på ca 57,3 mas, beräknas den befinna sig på ett avstånd på ca 57 ljusår (ca 17 parsek) från solen. Den rör sig närmare solen med en heliocentrisk radialhastighet på ca -19 km/s.

## Egenskaper
Primärstjärnan HD 126053 A är en solliknande gul till vit stjärna i huvudserien av spektralklass G1 V. Den har en massa som är ca 0,9 solmassor, en radie som är ca 0,9 solradier och har ca 0,83 gånger solens utstrålning av energi från dess fotosfär vid en effektiv temperatur av ca 5 700 K.
HD 126053 har gemensam egenrörelse genom rymden med en spektroskopisk dubbelstjärna, HD 122742, och tidigare kan de tre ha bildat en trippelstjärna. I Bright Star Catalogue noteras den för ett överskott av infraröd strålning. Denna kan ha upptagits från HD 122742 när de tre stjärnorna var närmare varandra.
År 2012 upptäcktes en brun dvärg som kretsar kring stjärnan på ett avstånd av 2 630 AE. Följeslagaren är en stjärna av spektraltyp T8 och har en massa 0,019 – 0,047 solmassor, en radie av 0,080 – 0,099 solradier och en effektiv temperatur av 680 ± 55 K.